# Трима от Простоквашино
„Трима от Простоквашино“ е съветски анимационен филм, по книгата на Едуард Успенски "Чичо Федор, куче и котка" и издаден от филмовото студио Союзмультфильм на 1978 г. Един от най-популярните анимационни филми сред руските зрители.

## Сюжет
Главният герой е малко момче, чието име е чичо Федор. Родителите му не му позволяват да държи говорещата котка Матроскин у дома. В резултат момчето с котката решава да избяга в село Простоквашино. Там ги очакват много приключения.

## Снимачен екип

### Създатели
- Сценарист: Едуард Успенски
- Режисьор: Владимир Попов
- Художник-постановчик: Николай Ерикалов, Левон Хачатрян
- Оператор: Кабул Расулов
- Композитор: Евгени Крилатов
- Художници на анимацията: Марина Восканянц, Елвира Маслова, Галина Зеброва, Марина Рогова, Рената Миренкова, Дмитрий Анпилов, Сергей Маракасов

### В ролите
- Мария Виноградова – Чичо Федор
- Олег Табаков – котка Матроскин
- Лев Дуров – куче Шарик
- Борис Новиков – пощальон Печкин
- Валентина Тализина – мама на чичо Федор
- Херман Качин – татко на чичо Федор

## Продължаване
През 1980 г.излиза продължение на историята за чичо Федор и неговите приятели — "Ваканция в Простоквашино", а през 1984 г. — "Зима в Простоквашино".
От 2018 г.се излъчва анимационният сериал "Простоквашино".